# Dearly Beloved (Daughtry)
Dearly Beloved è il sesto album in studio del gruppo musicale statunitense Daughtry, pubblicato il 27 settembre 2021. È il loro primo album in studio in tre anni da Cage to Rattle nel 2018 e il loro primo album a non essere pubblicato dalla RCA Records. Un Dearly Beloved Tour inizierà a novembre 2021 e vedrà la partecipazione di Sevendust e Tremonti come co-headliner.

## Tracce
1. Desperation – 4:48
2. World on Fire – 3:38
3. Heavy Is the Crown – 3:58
4. Changes Are Coming – 3:42
5. Dearly Beloved – 3:43
6. Cry for Help – 3:35
7. Asylum – 3:57
8. Evil – 3:33
9. The Victim – 3:43
10. Somebody – 3:42
11. Call You Mine – 4:18
12. Lioness – 3:35
13. Break into My Heart – 3:50

Tracce bonus edizione Walmart
1. Hunger Strike (feat. Lajon Witherspoon) (cover del brano di Temple of the Dog) – 4:03